# Zu Ende ist alles erst am Schluss
Zu Ende ist alles erst am Schluss (Originaltitel: Les Souvenirs, franz. für Die Erinnerungen) ist eine französische Filmkomödie von Jean-Paul Rouve aus dem Jahr 2014. Der Film basiert auf dem gleichnamigen Roman von David Foenkinos, der zusammen mit Rouve das Drehbuch schrieb. Die Premiere des Films war am 23. August 2014 auf dem Festival du film francophone d’Angoulême. Der deutsche Kinostart war am 26. März 2015.

## Handlung
Der notorisch unzufriedene Postbeamte Michel ist mit dem Leben überfordert. Selbst Kleinigkeiten wie die Suche nach einem Parkplatz stellen ihn vor unlösbare Probleme. Als er pensioniert wird, gibt es zu Hause Probleme mit seiner Frau, die ihm mit der Scheidung droht. Michels Mutter soll zudem nach dem Tod ihres Ehemanns im Seniorenheim untergebracht werden. Als diese von dort Reißaus nimmt, um sich in die Normandie an den Ort ihrer Kindheit zu begeben, folgt ihr Michels Sohn Romain, ihr Enkel, anhand einer Postkarte.

## Rezeption
Der film-dienst bezeichnet den Film als „leise melancholische Komödie mit einigen absurden Zwischenspielen, die trotz der anklingenden Themen um Alter, Einsamkeit und Sinnkrisen positiv auf das Leben schaut und für einen unangestrengten Generationenvertrag plädiert“. Die Filmwebsite kino.de urteilt, das „subtil inszenierte Feelgood-Movie“ schafft „mit großer Zärtlichkeit die ausgeklügelte Balance zwischen Lachen und Weinen, Wehmut und Lebensmut“. The Hollywood Reporter meint, die „liebenswürdige, leicht bekömmliche Familien-Dramedy […] wird in einigen Jahren sicherlich vergessen sein“, verfehlt jedoch nicht ihre Wirkung als „abgeschliffene Durchschnittsunterhaltung“.
Claudia Lenssen von epd Film vergab 4 von 5 Sternen und lobt besonders die Figur des Romain, dem „die ganze Sympathie dieser Generationenkomödie“ gehört, „in der die Torheiten der Älteren die Reifung und Gelassenheit des Jüngeren in schönstem Licht erscheinen lassen“. Der Filmkritiker Hans-Ulrich Pönack findet, die exzellenten Schauspieler adeln den Film, der mit „charmanter Selbstironie und melancholischem Blick“ inszeniert sei.